# Венгер Олег Миколайович
Оле́г Микола́йович Венгер — старший солдат, Державна прикордонна служба України, оперативно-бойова прикордонна комендатура «Могилів-Подільський», оперативно-військовий відділ «Краматорськ».

## Бойовий шлях
У січні 2015 року брав участь у боях з проросійськими терористами — разом з іще 5 прикордонниками, що співдіяли з військовиками 128-ї гірсько-піхотної бригади, під командою капітана Вадима Свідзінського. 30 січня відбивав з іншими напад на блокпост, підбито танк Т-72, що прямував від Чорнухиного. Віталій Тининика та Олег Венгер полонили екіпаж танка. У бою був поранений Олексій Кутник, товариші насилу вмовили його виїхати на лікування. Загін тримав позицію до перезміни 4 лютого.

## Нагороди
За особисту мужність і героїзм, виявлені у захисті державного суверенітету та територіальної цілісності України, вірність військовій присязі під час російсько-української війни
- нагороджений орденом «За мужність» III ступеня (27.5.2015).